# نينا واين
نينا واين (بالإنجليزية: Nina Wayne)‏ هي ممثلة أمريكية، ولدت في 18 سبتمبر 1943 بشيكاغو في الولايات المتحدة.

## أعمال

### أفلام
- (1967) لوف

## وصلات خارجية
- نينا واين على موقع IMDb (الإنجليزية)
- نينا واين على موقع قاعدة بيانات الفيلم (الإنجليزية)